# Campo Elías
Campo Elías – miasto w Wenezueli, w stanie Yaracuy.